# Kaarlo Uskela
Kaarlo Uskela (ur. 4 marca 1878 w Tampere, zm. 19 kwietnia 1922 w Helsinkach) – fiński pisarz satyryczny, poeta i działacz anarchistyczny. Najbardziej znany ze swojej antologii Pillastunut runohepo z 1921, która została zakazana w 1933, jedenaście lat po śmierci Uskeli.

## Życiorys
Uskela urodził się w Tampere w rodzinie robotniczej i pracował jako zecer dla kilku gazet. Od 1900 do 1907 mieszkał w Szwecji, gdzie zainteresował się anarchizmem. Po powrocie do Finlandii zarabiał na życie jako pisarz. Pisał felietony i opowiadania do lewicowych gazet i czasopism. Był znany jako pisarz satyryczny, w swojej twórczości wyśmiewał się z bardzo wielu rzeczy, z rządu, kościoła i burżuazji, a nawet z samego ruchu robotniczego.
Po wojnie domowej w Finlandii w 1918 Uskela został wysłany na kilka miesięcy do obozu jenieckiego Tammisaari, chociaż nie był członkiem Czerwonej Gwardii i nie brał udziału w wojnie. Podczas pobytu w więzieniu napisał zbiór wierszy, które ukazały się w jego antologii Pillastunut runohepo z 1921. Ostatnim dziełem Uskeli była pośmiertna opublikowana Vainovuosilta (1923), nie-satyryczna antologia opowiadań o fińskiej wojnie domowej. Miał próchnicę, ale unikał wizyty u dentysty i sam ją leczył. Rezultatem tego było zarażenie się sepsą, na którą zmarł w wieku 44 lat.

## Cenzura
W 1933, w okresie prawicowej polityki fińskiej, niesprzedane egzemplarze antologii Pillastunut runohepo zostały skonfiskowane i spalone na mocy orzeczenia sądowego. To jedyna książka, jaką fińskie władze kiedykolwiek zniszczyły. Poezję Uskeli oskarżano o poglądy ateistyczne i elementy antykościelne, ale opisywano je także jako „rewolucyjne i gwałtowne”. Nie był to pierwszy zakaz jego twórczości – przed odzyskaniem przez Finlandię niepodległości w 1918 prawie wszystkie książki Uskeli zostały skonfiskowane przez władze rosyjskie.

## Wybrane prace
- Yhteiskunnan varkaat (1908)
- Villiomenoita (1912)
- Humoreskeja ja runoja (1913)
- Pillastunut runohepo (1921)
- Vainovuosilta (1923)